# 内彭西斯桌山群
内彭西斯桌山群（Nepenthes Mensae）是火星阿蒙蒂斯区的一处高原和古典反照率特征，其中心坐标为北纬9.19度、东经119.42度，全长约2176.23公里（1352.25英里） ，它的名称“内彭西斯”是一条希腊单词，意思为“没有悲伤”（ne=不，penthos=悲伤），在希腊神话中，它是一种利用忘却来消除所有悲伤的药物。

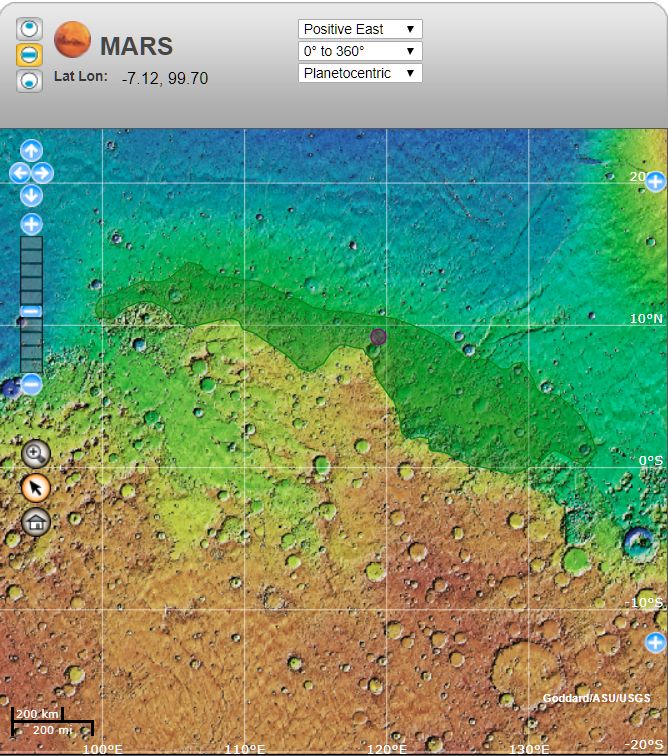
位于阿蒙蒂斯区的内彭西斯桌山群（深绿色）
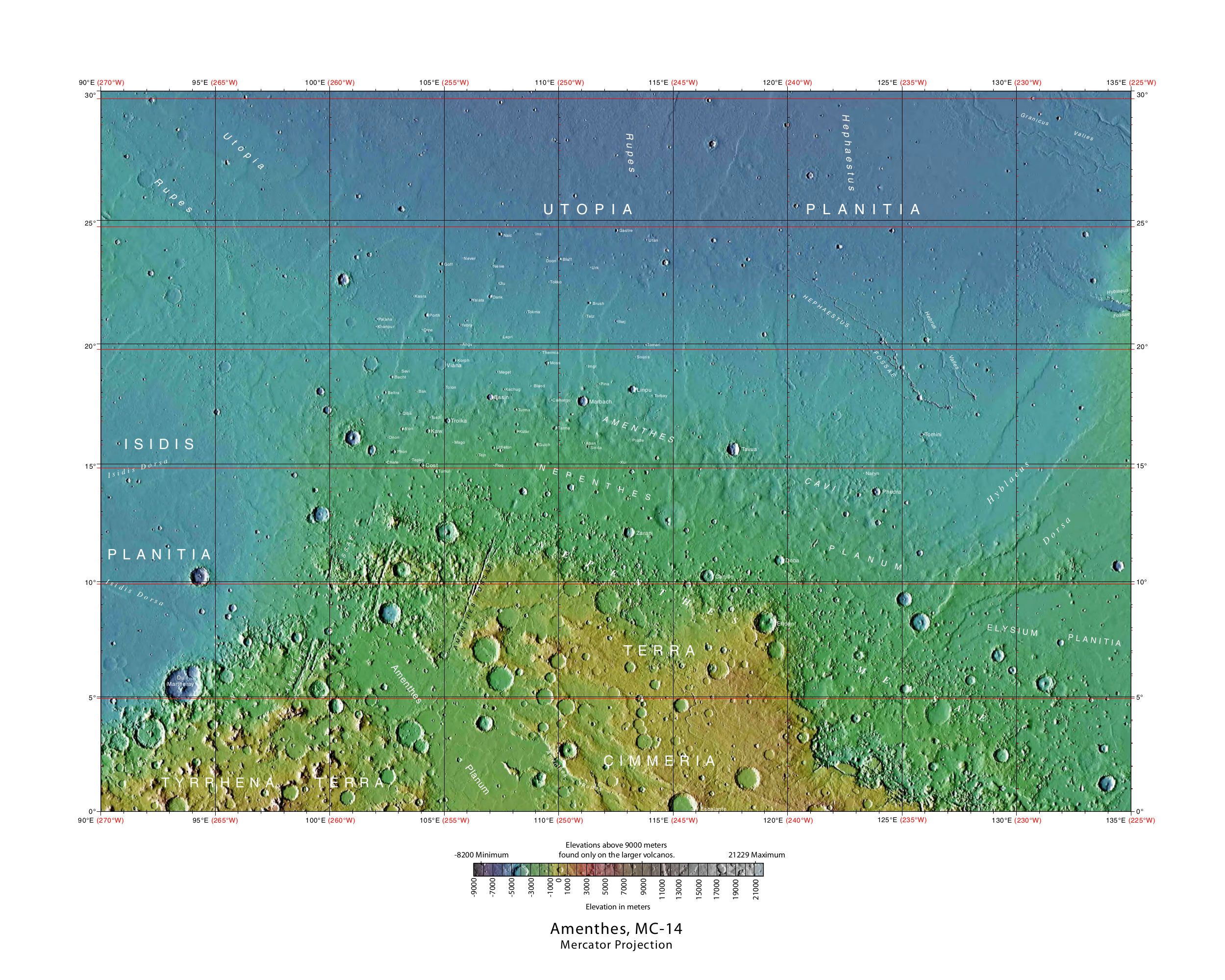
火星上的阿蒙蒂斯区

## 另请查看
- 火星区域列表

## 参引资料
1. 1 2  Staff. . USGS. 1 October 2006  [26 May 2019]. （原始内容存档于2021-08-18）.
2. ↑  Staff. . NASA. 24 July 2002  [26 May 2019]. （原始内容存档于2021-08-18）.